# Bartoszyce (gmina)
Bartoszyce est une gmina rurale du powiat de Bartoszyce, Varmie-Mazurie, dans le nord de la Pologne, à la frontière avec la Russie. Son siège est la ville de Bartoszyce, bien qu'elle ne fasse pas partie du territoire de la gmina.
La gmina couvre une superficie de 427,82 km2 pour une population de 10 769 habitants.

## Géographie
La gmina inclut les villages d'Ardapy, Bajdyty, Barciszewo, Bąsze, Bezledy, Biała Podlaska, Bieliny, Borki, Borki Sędrowskie, Brzostkowo, Bukowo, Burkarty, Ceglarki, Ciemna Wola, Czerwona Górka, Dąbrowa, Dębiany, Drawa, Falczewo, Frączki, Galinki, Galiny, Ganitajny, Gile, Glitajny, Głomno, Gromki, Gruda, Gruszynki, Jarkowo, Karolewka, Karolewko, Kicina, Kiersity, Kiertyny Małe, Kiertyny Wielkie, Kinkajmy, Kisity, Klekotki, Kosy, Krawczyki, Króle, Kromarki, Łabędnik, Łabędnik Mały, Łapkiejmy, Leginy, Lejdy, Lipina, Lisówka, Łojdy, Łoskajmy, Lusiny, Markiny, Maszewy, Matyjaszki, Merguny, Minty, Molwity, Nalikajmy, Nowe Witki, Nuny, Okopa, Osieka, Parkoszewo, Pasarnia, Perkujki, Perkuliki, Piergozy, Piersele, Pilwa, Plęsy, Połęcze, Posłusze, Rodnowo, Sędławki, Skitno, Sokolica, Solno, Sortławki, Sporwiny, Spurgle, Spytajny, Styligi, Szczeciny, Szwarunki, Szwaruny, Szylina Mała, Szylina Wielka, Tapilkajmy, Tolko, Tromity, Trutnowo, Wajsnory, Wardomy, Wargielity, Wawrzyny, Węgoryty, Wiatrak, Wipławki, Wirwilty, Witki, Wojciechy, Wojtkowo, Wola, Wólka, Wyręba, Wysieka, Żardyny, Zawiersze et Żydowo.
La gmina borde la ville de Bartoszyce et les gminy de Bisztynek, Górowo Iławeckie, Kiwity, Lidzbark Warmiński et Sępopol. Elle est également frontalière de la Russie (oblast de Kaliningrad).